# تپه قالا گدیگی
تپه قالا گدیگی مربوط به دوره اشکانیان است و در شهرستان کوثر، بخش فیروزآباد، دهستان زرج آباد، روستای امیرآباد واقع شده و این اثر در تاریخ ۲۶ اسفند ۱۳۸۷ با شمارهٔ ثبت ۲۵۸۳۳ به‌عنوان یکی از آثار ملی ایران به ثبت رسیده است.